# Sant Andreu

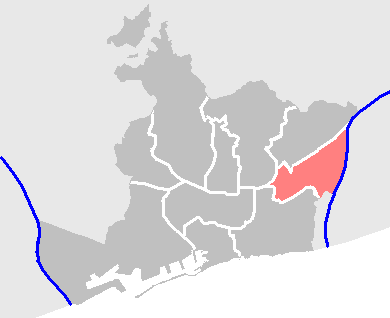
Läge i Barcelona

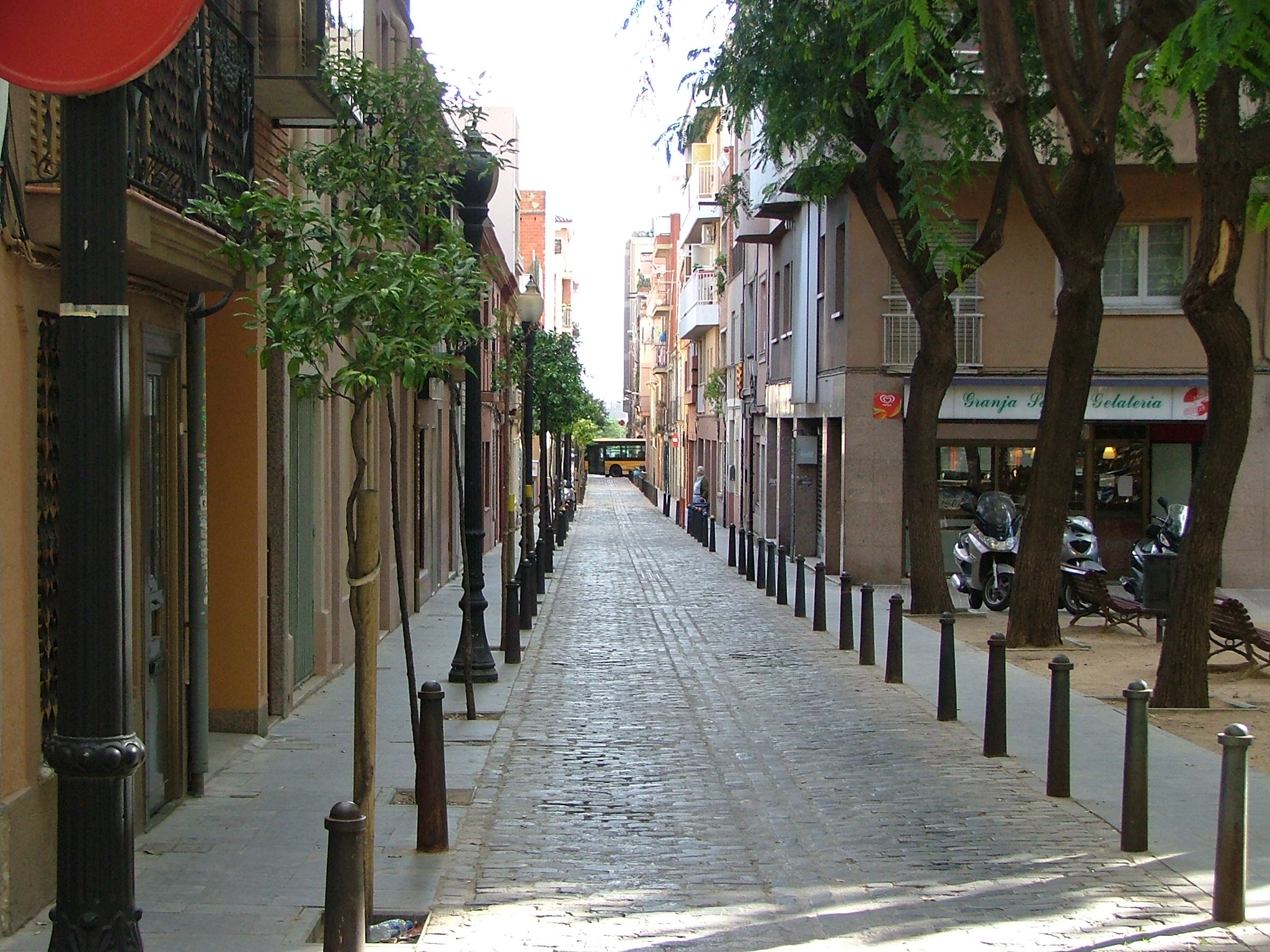

Sant Andreu är ett distrikt i Barcelona, samt även namnet på den centrala stadsdelen i distriktet.
I delområdet La Sagrera är ett nytt stort resecentrum planerat. Det ska bland annat ersätta Estació de França, som förut var Barcelonas huvudstation för järnvägstrafik.

## Delområden
Sant Andreu är indelat i sju olika delområden (barris, stadsdelar), varav det centrala något förvillande bär samma namn som distriktet självt.
- Baró de Viver
- El Bon Pastor
- El Congrés i els Indians (ofta förkortat El Congrés)
- La Sagrera
- La Trinitat Vella
- Navas
- Sant Andreu